# Frédéric Chéhu
 (avril 2021).
Si vous disposez d'ouvrages ou d'articles de référence ou si vous connaissez des sites web de qualité traitant du thème abordé ici, merci de compléter l'article en donnant les références utiles à sa vérifiabilité et en les liant à la section « Notes et références ».
Frédéric Chéhu est un photographe et auteur français spécialisé dans le domaine équestre. Il a d'abord étudié la médecine avant de devenir photographe pour l'agence photographique sportive Vandystadt, il a été directeur de rédaction de Cheval Magazine de 1989 à 1999, puis est devenu indépendant. Il vit aujourd'hui dans le Perche et illustre (entre autres) la revue Pays du Perche, éditée par la Fédération des Amis du Perche.

## Biographie
Il est depuis sa création (en 2011) le photographe officiel du Saut Hermès au Grand Palais à Paris. Il était précédemment le photographe choisi par Hermès pour couvrir année après année le Prix de Diane, à Chantilly.
Il a été le photographe officiel de l'Académie du spectacle équestre de Versailles, créée par Bartabas, durant ses premières années de vie.
Il a été le photographe officiel du spectacle Cavalia (au Canada et aux USA) lors des débuts de ce spectacle.
Il a été le photographe attitré du Magazine Sports Équestres, à ses débuts (avant sa vente à l’Éperon).  

## Publications
- Le cheval, coll. L'Aventure nature - La grande encyclopédie Fleurus, Éd. Fleurus, 2001  (ISBN 2215051515 et 9782215051510), 111 p.
- Portraits, VM éditions, 2001
- Cheval spectacle, Proxima Editions, 2002  (ISBN 2845501269 et 9782845501263)
- La Photo panoramique, éditions VM, 2001
- Les plus beaux haras de France, chez Actes Sud, 2002.
- Le Triomphe de la France à Jerez, chez Belin, 2003
- Cheval qui es-tu? (photos, textes de Michel-Antoine Leblanc, Marie-France Bouissou), chez Belin, 2004.
- Champions olympiques ! : Athènes 2004, L'album souvenir de Nathalie Fey et Frédéric Chéhu, 2004, chez Belin.
- Un poney pour être grand, (photos) chez Belin
- Le langage de l'image, (photos, textes de René Bouillot) éditions VM, 2006.
- Photographier bébé, éditions VM, 2006
- Classeur groom, chez Belin, 2005 (photos, textes de Lieve Vandekeybus, Aude Lhérété-Bonneau)
- Poneys et chevaux, Fleurus, 2011  (ISBN 2215107367 et 9782215107361), 80 p.
- Une année de danse, chez Fleurus, 2008 (photos, textes de Martine Baumgartner )
- Une année au poney-club, chez Fleurus, 2007
- Quels bavards ces animaux, chez Milan, 2009.
- 365 jours avec les chevaux, (photos, textes d'Élise Rousseau) à La Martinière, 2008.
- Ballets équestres, chez Actes Sud, 2013.